# Ferdinando Giordano
Ferdinando Giordano (c. 1810 - c. 1870) fue un botánico italiano.

## Algunas publicaciones
- 1833. Memoria su di una nuova specie d'Ibisco [ Hibiscus hakeaefolius ].

- La abreviatura «Giord.» se emplea para indicar a Ferdinando Giordano como autoridad en la descripción y clasificación científica de los vegetales.[1]